# James Vardaman
James Vardaman (Jackson megye, 1861. július 26. – Birmingham, 1930. június 25. vagy 1930. június 6.) az Amerikai Egyesült Államok szenátora (Mississippi, 1913–1919).